# 분위기
분위기 또는 무드(mood)는 문학 작품의 서사 구조의 한 요소이다.